# 女帝 ［エンペラー］
『女帝［エンペラー］』（じょてい エンペラー、原題：夜宴）は、2006年に公開された中国・香港合作映画。フォン・シャオガン監督。チャン・ツィイー主演。
シェークスピアの『ハムレット』を中国の五代十国時代のある王朝（後晋末期とされる）に置き換えて、脚色したもの。ハムレットでは脇役とされる王妃ガートルードが主役となっている。

## 出演
カッコに『ハムレット』での役柄を記述（詳細はハムレット参照）。
- チャン・ツィイー：婉（ワン）皇后（ガートルード）
- グォ・ヨウ：厲（リー）皇帝 （クローディアス）
- ダニエル・ウー：無鸞（ウールアン） 皇太子（ハムレット）
- ジョウ・シュン：青女（チンニー） 殷太常の娘（オフィーリア）
- マー・チンウー：殷太常（イン） 宰相（ポローニアス）
- ホァン・シャオミン：殷隼（イン・シュン） 将軍（レアティーズ）

## スタッフ
- 監督：フォン・シャオガン
- 原作:『ハムレット』ウィリアム・シェークスピア著
- 脚本：盛和煜、邱剛建
  - ノベライズ：盛和煜、日本語題『女帝』（ハヤカワ文庫 ISBN 4150411433）
- 武術指導：ユエン・ウーピン
- 音楽：タン・ドゥン
- 美術：ティミー・イップ

## 備考
- 女帝の英訳は「エンプレス」（ Emperess ）だが、皇帝陛下や皇后陛下を指す場合は His Majesty the Emperor / Her Majesty the Empress となる（皇帝は複数の王を束ねる絶対的な君臨者のため the は省略しない）。英語字幕でも“ Nobody will call me the Empress anymore. Instead, they will call Her Majesty, the Emperor ”（「みな皇后ではなく女帝と呼ぶだろう」）とわざわざ the Empress を Her Majesty the Emperor と言い直している。
- 松任谷由実が日本版のテーマソング「人魚姫の夢」を歌っている。